# Engelberg
Engelberg (traducido al español Monte del Ángel) es una comuna suiza del cantón de Obwalden. La comuna constituye un enclave entre los cantones de Nidwalden, Uri y Berna. Limita al oeste y al norte con la comuna de Wolfenschiessen (NW), al este con Isenthal (UR) y Attinghausen (UR), y al sur con Wassen (UR), Gadmen (BE) e Innertkirchen (BE).
En el territorio comunal figuran también las localidades de Grafenort, Horbis y Obermatt.

## Historia
En el siglo X, fue fundado el monasterio de los Benedictinos, los cuales condicionaron el destino de este valle durante mucho tiempo. El monasterio fue destruido varias veces por las llamas. 
En la época medieval la peste y los litigios políticos afectaron en varias ocasiones el valle. Durante la revolución francesa de 1798, el monasterio renunció a su posesión sobre el valle del Engelberg, que en principio formaba parte del cantón de Nidwalden.
En 1815, la comuna pasó a ser parte del cantón de Obwalden. 
A mediados del siglo XIX, el turismo comenzó a ser significativo, y en el siglo XX llegó a ser un factor económico determinante para el desarrollo de la comuna. En 1938 tuvo lugar en Engelberg el Campeonato Mundial de Esquí Alpino .

## Economía
Grandes extensiones de terreno están dedicadas al pastoreo. La industria láctea alpina, fue durante siglos un factor económico importante y aún hoy es practicada esta actividad, aunque su baja productividad actual exige que sea subvencionada por el estado. 
En verano, el queso Sbrinz es comercializado directamente por los productores. 
En 2004, hubo 11 000 reservas extranjeras de un total de 74.000, lo que demuestra que el turismo es uno de los grandes eslabones de esta comuna.

## Turismo

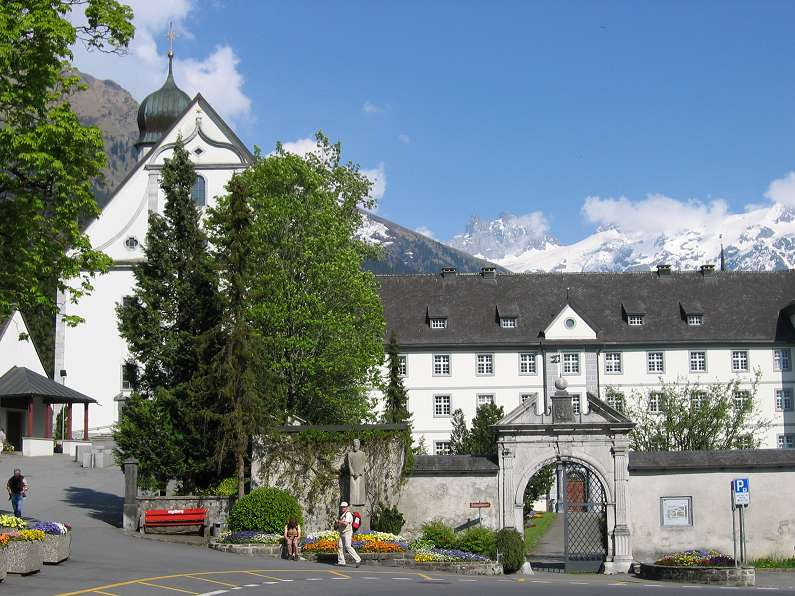
Monasterio de Engelberg.

### Teleféricos
La región cuenta con una muy buena dotación de teleféricos y arrastres, en particular en la región de Titlis. Del otro lado, la Brunnibahn seduce a los visitantes en la parte sur, llena de lomas y el sol que nunca falta. en la parte alta, la pequeña Fürenalpbahn con una centena de metros de « caída » libre, que se extiende sobre la pared de la montaña, y que da una excelente vista hacia los montes de Titlis, Spannörter y Schlossberg, es realmente una experiencia inolvidable.

### Deportes de invierno
Engelberg es uno de los centros invernales de turismo en masa de Suiza, sobre todo los fines de semana, o en vacaciones soleadas.

## Personajes
La esquiadora de fondo Erika Hess nació en esta comuna, así como el cantante Stephan Eicher.